# Carlo Verdiani
Carlo Verdiani (1905–1975) – włoski slawista, tłumacz literatury polskiej, autor podręcznika La lingua polacca (1956). 
Od 1928 zamieszkiwał w Warszawie, w okresie II Rzeczypospolitej był wykładowcą języka włoskiego w Instytucie Włoskim. W czasie II wojny światowej przebywał w Sofii, udzielając pomocy polskim uchodźcom. 
Od 1960 profesor uniwersytetu we Florencji. Autor przekładów utworów polskich romantyków oraz współczesnych prozaików, twórca antologii polskiej poezji współczesnej Poeti polacchi contamporanei. W 1962 otrzymał nagrodę polskiego Pen Clubu.